# Грай-Воронец
Грай-Воронец — хутор в Миллеровском районе Ростовской области.
Входит в состав Дёгтевского сельского поселения.

## Население
| 2010 |
| ---- |
| 484  |

## Улицы
| - пер. Весёлый, - ул. Заводская, - ул. Колхозная, - ул. Московская, | - пер. Полевой, - пер. Придорожный, - ул. Ракетная, - ул. Садовая. |

## Достопримечательности
Территория Ростовской области была заселена ещё в эпоху неолита. Люди, живущие на древних стоянках и поселениях у рек, занимались в основном собирательством и рыболовством. Степь для скотоводов всех времён была бескрайним пастбищем для домашнего рогатого скота. От тех времен осталось множество курганов с захоронениями жителей этих мест. Курганы и курганные группы находятся на государственной охране.
Поблизости от территории села расположено несколько достопримечательностей — памятников археологии. Они охраняются в соответствии с Федеральным законом от 25.06.2002 № 73-ФЗ «Об объектах культурного наследия (памятниках истории и культуры) народов Российской Федерации», Областным законом от 22.10.2004 № 178-ЗС «Об объектах культурного наследия (памятниках истории и культуры) в Ростовской области», Постановлением Главы администрации РО от 21.02.97 № 51 о принятии на государственную охрану памятников истории и культуры Ростовской области и мерах по их охране и др.
- Курган «Грай-Воронец». Находится на расстоянии около 2 км к юго-западу от села.
- Курган «Немецкий яр» (11 курганов). Находится на расстоянии около 4,5 км к юго-западу от села.
- Курган «Обливной» (3 кургана). Находится на расстоянии около 4,2 км к западу от села.
- Курган «Камышной» (4 кургана). Находится на расстоянии около 4,0 км к северо-западу от села[3].